# Stadtwerke Stuttgart
Die Stadtwerke Stuttgart GmbH ist ein 2011 gegründeter kommunaler Strom- und Gasversorger, der zu 100 Prozent der Landeshauptstadt Stuttgart gehört.

## Geschichte

### Hintergrund
Bis Ende 1996 gab es mit der Technische Werke der Stadt Stuttgart (TWS) ein kommunales Versorgungsunternehmen in Stuttgart. Es war zuständig für Strom, Gas, Wasser und Fernwärme. Die TWS wurden 1997 mit der Neckarwerke Elektrizitätsversorgungs-AG (NW) in Esslingen am Neckar zusammengeschlossen. Nach dieser Fusion zur Neckarwerke Stuttgart (NWS) ging das Unternehmen im Oktober 2003 in der EnBW Energie Baden-Württemberg (EnBW) auf.
Im Jahr 2002 verkaufte die Landeshauptstadt Stuttgart ihre Anteile an den Neckarwerken Stuttgart – und damit ihre Versorgungsnetze für Strom, Gas, Wasser und Fernwärme – an die EnBW. Der Gemeinderat fasste den Beschluss über das größte Geschäft in der Geschichte der Landeshauptstadt einstimmig. Der Verkaufserlös in Höhe von mehr als zwei Milliarden Euro wurde angelegt. Nach dieser Fusion zur Neckarwerke Stuttgart  (NWS) ging das Unternehmen im Oktober 2003 in der EnBW Energie Baden-Württemberg (EnBW) auf. Die Konzessionsverträge liefen bis zum 31. Dezember 2013.

### Gründung der Stadtwerke
Der Gemeinderat der Landeshauptstadt Stuttgart beschloss am 26. Mai 2011 die neuerliche Gründung eines eigenen städtischen Energieunternehmens. Dessen Geschäftsfelder sollten unter anderem bestehen aus
- den Netzen der allgemeinen Versorgung für Strom und Gas,[6]
- dem Vertrieb von Ökostrom und Erdgas,[6]
- der Ökoenergieerzeugung[6] und
- weiteren Energiedienstleistungen.[6]

Die Stadtwerke sollten Ökostrom und Erdgas liefern, eventuell in Zusammenarbeit mit Kooperationspartnern; daneben war für die Wasserversorgung ein kommunaler Eigenbetrieb vorgesehen. Bereits ab 2012 waren städtische Investitionen in die Erzeugung von Ökostrom vorgesehen. Der Gesellschaftsvertrag der Stadtwerke Stuttgart GmbH wurde am 8. August 2011 geschlossen, die Eintragung ins Handelsregister erfolgte am 6. September 2011. Seit der Liberalisierung des Energiemarkts 1998 war die Gründung der Stadtwerke Stuttgart die zweite Gründung eines Stadtwerks in einer deutschen Großstadt.
Die Landeshauptstadt Stuttgart ist mittelbar hundertprozentiger Eigentümer des Unternehmens. Das Stammkapital beträgt fünf Millionen Euro und wird vollständig von der Stuttgarter Versorgungs- und Verkehrsgesellschaft mbH gestellt. Die Stuttgarter Stadtwerke sind über einen Beherrschungs- und Gewinnabführungsvertrag mit dem Unternehmen verbunden. Dem Aufsichtsrat gehören neben dem Aufsichtsratsvorsitzenden Bürgermeister Thomas Fuhrmann, die Bürgermeister Peter Pätzold und Dirk Thürnau sowie elf Stadträte, ein Vertreter der Stadtverwaltung und drei nicht stimmberechtigte Gäste an.
Seit Februar 2013 bieten die Stadtwerke Stuttgart Ökostrom und Gas für Privat- und Geschäftskunden an. Im Februar 2012 wurden die Elektrizitätswerke Schönau als Partner für die Versorgung mit Ökostrom und Gas gewonnen und die Gründung einer gemeinsamen Tochtergesellschaft – der Stadtwerke Stuttgart Vertriebsgesellschaft mbH – beschlossen. Die EWS Schönau war bis August 2022 mit 40 Prozent an der SWSV beteiligt. Inzwischen ist die Stadtwerke Stuttgart GmbH alleinige Eigentümerin der Vertriebsgesellschaft. Die strengen Kriterien an dem Stadtwerke-Ökostrom gelten weiterhin: Der Strom wird ausschließlich aus erneuerbaren Quellen in maximal sechs Jahre alten Anlagen produziert. Damit wird die Energiewende gefördert und Anreize für den Bau neuer Kraftwerke gesetzt, die Strom ausschließlich aus erneuerbaren Quellen liefern. Bei der Erzeugung des Ökostroms entstehen keine klimaschädlichen CO2-Emissionen. Darüber hinaus arbeiten die Stadtwerke Stuttgart ausschließlich mit Energieerzeugern zusammen, die keinerlei wirtschaftliche Beziehungen zu Atomkraftwerksbetreibern unterhalten. Die Qualität des angebotenen Ökostroms wird vom TÜV Nord regelmäßig überprüft und zertifiziert. 2019 hat Focus Money die Stadtwerke Stuttgart mit dem Siegel „Bester Stromanbieter für Stuttgart“ ausgezeichnet. Die Stadtwerke Stuttgart Vertriebsgesellschaft mbH wird von Martin Rau geführt. Die Stadtwerke Stuttgart und die EWS Schönau kooperieren weiterhin eng auf unterschiedlichen Ebenen.

## Vergabe des Strom- und Gasnetzes
Im Juli 2012 beschloss der Stuttgarter Gemeinderat, das über 5.000 km lange Stromnetz und mehr als 1.700 lange Gasnetz zu rekommunalisieren. Bis Ende 2013 hielt die EnBW die Nutzungsrechte und zahlte dafür eine jährliche Gebühr von 50 Millionen Euro an die Stadt.
Beim darauf folgenden Vergabeverfahren gingen für die Konzession des Gas- und Stromnetzes vier Gebote ein. Am 13. März 2014 empfahl der Stuttgarter Gemeinderat – rückwirkend zum 1. Januar 2014 – eine über 20 Jahre laufende Konzession für den Betrieb des Strom- und Gasnetzes an eine Kooperation der Stadtwerke Stuttgart und der EnBW-Tochter Netze BW. Das Kooperationsmodell hatte den Angaben zufolge sowohl für das Strom- als auch für das Gasnetz die höchste Punktzahl erhalten. An zweiter und dritter Stelle standen die Stadtwerke Stuttgart und die Netze BW als Alleinbewerber. Mitte April 2014 beantragten die Elektrizitätswerke Schönau als unterlegener Mitbewerber ein Missbrauchsverfahren beim Bundeskartellamt. Das Vergabeverfahren sei aus einer Reihe von Gründen „grundsätzlich fehlerhaft“ gewesen. Die Behörde wies am 1. Juli 2014 die Beschwerde als unbegründet zurück und machte damit den Weg für die Gründung des Konsortiums frei.
Am 16. Oktober 2014 stimmte der Stuttgarter Gemeinderat mehrheitlich für die Kooperation. Die entsprechenden Verträge wurden am 24. Oktober 2014 vom damaligen Oberbürgermeister Fritz Kuhn, dem damaligen Stadtwerke-Geschäftsführer Michael Maxelon und Harald Hauser, Leiter des Regionalzentrums der Netze BW GmbH, unterschrieben. Das Konsortium wurde im Herbst 2014 mit Rückwirkung zum 1. Januar 2014 ins Handelsregister eingetragen.
Das Kooperationsmodell sah für eine Zeit des Übergangs die Gründung von zwei gemeinsamen Netzgesellschaften vor: An der neu gegründeten Netzeigentumsgesellschaft hielten die Stadtwerke 74,9 Prozent der Anteile, die übrigen 25,1 Prozent die Netze BW. An der Netzbetriebsgesellschaft waren die Eigentumsverhältnisse zunächst genau umgekehrt. Nach der fünfjährigen Übergangszeit wurden beide Unternehmen am 26. September 2019 zum integrierten Unternehmen Stuttgart Netze GmbH zusammengeführt. An dieser Gesellschaft halten die Stadtwerke Stuttgart die Mehrheit von 74,9 Prozent.

## Vertrieb

### Ökostrom und Erdgas

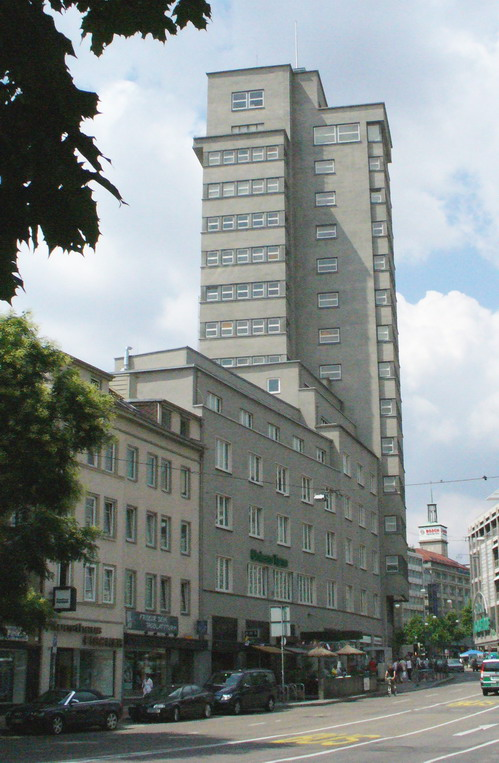
Im Erdgeschoss des Tagblatt-Turms (Abbildung) betreiben die Stadtwerke seit 2013 ein Kundenzentrum.

Am 2. Februar 2013 begannen die Stadtwerke Stuttgart den Vertrieb von Ökostrom und Gas. Am gleichen Tag wurde ein Kundenzentrum im Tagblatt-Turm eröffnet. Bei der Eröffnung sagte der damalige Oberbürgermeister Fritz Kuhn, mit den Stadtwerken werde „das Zeitalter einer erneuerbaren und bürgernahen Energieversorgung“ eingeläutet. Für die Sparte Strom wurden die Stadtwerke Stuttgart 2014 und 2015 vom Energieverbraucherportal als Top-Lokalversorger ausgezeichnet. Im Frühjahr 2018 verlieh Focus Money auf Grundlage einer Verbraucherumfrage den Stadtwerken Stuttgart das Siegel „Bester Stromversorger in Stuttgart“.
Im Juli 2024 zählten die Stadtwerke Stuttgart mehr als 38.000 Kunden. Auch die meisten großen Liegenschaften der Landeshauptstadt Stuttgart werden seit 2018 mit Stadtwerke-Ökostrom beliefert.

## Energieerzeugung
Die Stadtwerke Stuttgart erzeugten 2022 Ökostrom aus 31 Windkraftanlagen (Nennleistung 80 Megawatt) sowie aus Photovoltaikanlagen. Sie beteiligen sich an Elektromobilitätsprojekten durch Bereitstellung von Ladeinfrastruktur und den Betrieb des Elektroroller-Mietservices stella-sharing. Mit seinen Windkraft- und Photovoltaikanlagen können die Stadtwerke Stuttgart rechnerisch mehr als 72.000 Haushalte mit Ökostrom versorgen.

### Windenergie
Die Stadtwerke haben in Onshore-Windkraftanlagen an sechs Standorten in Baden-Württemberg, Bayern, Brandenburg, Hessen und Nordrhein-Westfalen investiert. Dort betreiben sie acht Windparks mit insgesamt 31 Windenergieanlagen.
Bislang wurden folgende Projekte realisiert:
- 2013 kauften die Stadtwerke acht Windkraftanlagen in Everswinkel (Nordrhein-Westfalen). Deren Nennleistung beträgt 16 Megawatt und soll die Versorgung von etwa 10.000 durchschnittlichen Haushalten ermöglichen.[34]
- 2013 ging in Alpirsbach die erste Windkraftanlage der Stadtwerke Stuttgart in Baden-Württemberg ans Netz. An der 2,3-Megawatt-Anlage erwarben die Stadtwerke einen Anteil von 40 Prozent. Das Besondere an diesem Repowering-Projekt ist, dass die neue Anlage zehn Mal so viel Ökostrom produzieren kann wie die alte.[35][36]
- 2014 nahmen die Stadtwerke fünf Windräder in Schwanfeld in Bayern mit einer Nennleistung von je 2,4 Megawatt in Betrieb.[32]

- Seit 2014 besitzen die Stadtwerke zudem einen Windpark im hessischen Bad Hersfeld mit einer Gesamtleistung von 15 Megawatt.[33]
- Im bayrischen Dinkelsbühl stehen seit 2015 vier Windenergieanlagen der Stadtwerke Stuttgart. Mit einer Nennleistung von 3,3 Megawatt pro Anlage können sie mehr als 12.000 Haushalte mit Ökostrom versorgen.[37]
- 2015 erwarben die Stadtwerke Stuttgart darüber hinaus die beiden Windparks Lieskau I und II in Brandenburg. Die beiden Windparks im Landkreis Spree-Neiße können über 20.000 Haushalte mit Ökostrom versorgen und damit 41.000 Tonnen klimaschädliches CO2 pro Jahr einsparen.[38]

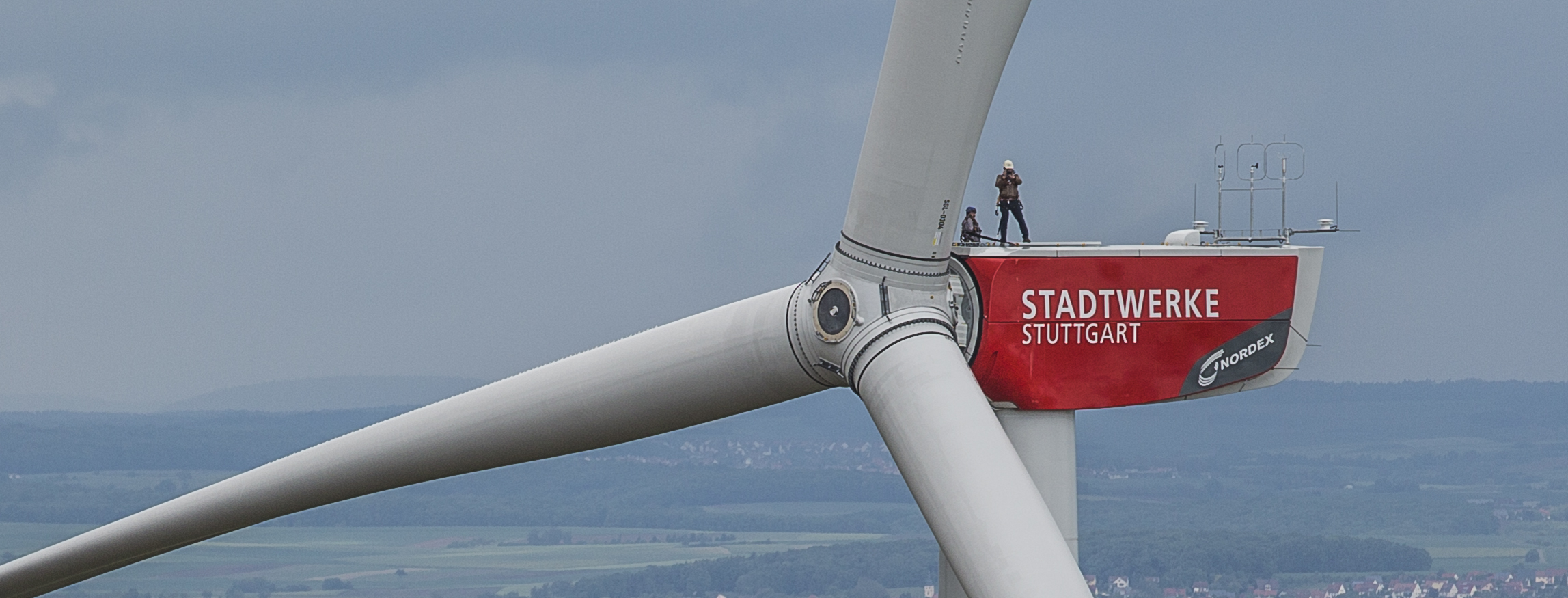
Windrad der Stadtwerke Stuttgart in der Gemeinde Schwanfeld.

Darüber hinaus entwickeln die Stadtwerke weitere Windprojekte in Eigenregie aber auch in Zusammenarbeit mit Partnern:
- Gemeinsam mit den Stadtwerken Heidenheim und der Windenergie Baden-Württemberg GmbH entwickeln die Stadtwerke Stuttgart seit 2013 einen Windpark im Staatsforst Welzheimer Wald im Rems-Murr-Kreis.[39] Im November 2017 übernahm die EnBW das Projekt.
- In Stuttgart prüften und entwickelten die Stadtwerke ab 2012 den potentiellen Windenergie-Standort im Tauschwald. Der diskutierte Standort liegt auf einem Höhenzug (bis zu 430 Meter ü. NN) in einem Waldgebiet zwischen den Stadtbezirken Feuerbach, Weilimdorf und Botnang. Der Tauschwald war der einzige Standort auf Stuttgarter Gemarkung, der realistisch für neue Windenergieanlagen in Frage kam. Möglich wären zwei Anlagen gewesen, die jährlich Ökostrom für rund 5.000 Haushalte liefern. Eine einjährige Windmessung (Start: September 2013) zeigte, dass ein wirtschaftlicher Betrieb von zwei Windenergieanlagen mit jeweils 3,3 Megawatt Leistung möglich ist. Im Mai 2015 beauftragte der Stuttgarter Gemeinderat die Stadtwerke, den Standort bis zur Genehmigungsreife weiterzuentwickeln. Im September 2015 wurde der Windenergie-Standort Tauschwald von der Regionalversammlung des Verbandes Region Stuttgart – anders als im Entwurf der Planung der Windvorranggebiete angegeben – nicht als Windvorranggebiet ausgewiesen. Am 20. Oktober 2015 beschlossen der Aufsichtsrat und die Geschäftsführung der Stadtwerke Stuttgart, das Projekt nicht weiter zu verfolgen.  Für die Umsetzung der urbanen Energiewende in der Landeshauptstadt bedeutet dies, dass die jährlich veranschlagten 14 Millionen Kilowattstunden Ökostrom der beiden geplanten Windenergieanlagen am Standort „Tauschwald“ durch andere Erneuerbaren Energien ersetzt werden müssen.[40][41][42][43]

### Urbane Energiesysteme

#### Solarenergie
In Stuttgart sind rund 75 Prozent aller Dachflächen für Photovoltaikanlagen sehr gut oder gut geeignet. Allein unter den Ein- und Zweifamilienhäusern sind rund 30.000 Gebäude für Photovoltaik prädestiniert. Die Stadtwerke unterstützen Stuttgarter Bürgerinnen und Bürger sowie Unternehmen bei der Realisierung ihrer Photovoltaikanlage. Mehr als 650 Stadtwerke-Kundinnen und Kunden erzeugen aktuell Ökostrom auf dem eigenen Dach (Stand: September 2022). Die größten Photovoltaikanlagen der Stadtwerke befinden sich unter anderem auf dem Dach des Großmarkts in Wangen, des Nachwuchsleistungszentrums des VfB Stuttgart, der Jugendhäuser Mitte und Bad Cannstatt oder des Handwerkbetriebs Kiess Innenausbau. Bei Photovoltaik können Gewerbe- und Privatkunden zwischen Kauf- und Pachtlösung wählen. Dabei liefern die Stadtwerke die komplette Planung und Realisierung der Anlage. Die Installation übernimmt ein örtlicher Fachhandwerker.

#### Wärmeerzeugung
Die Stadtwerke beraten Kundinnen und Kunden auch zum Einsatz innovativer Wärmelösungen, etwa Solarthermie. Die Leistungen umfassen Planung, Finanzierung, Errichtung und dem langfristigen Betrieb von Heizungsanlagen für Bestands- und Neubauten ab einer gewissen Größe.

#### Quartiersprojekte
Gemeinsam mit der Landeshauptstadt Stuttgart entwickeln und realisieren die Stadtwerke über ihre Tochter EDS innovative Energieversorgungskonzepte für neue Stadtquartiere. Dazu zählen die Projekte Olga-Areal in Stuttgart-West und Neckarpark in Stuttgart-Bad Cannstatt. Das Quartiersprojekt Am Wiener Platz in Stuttgart-Feuerbach ist in Planung.
Das erste abgeschlossene Quartiersprojekt ist das Energiekonzept für das Olga-Areal, das 2019 in Betrieb genommen wurde. Zur dezentralen Stromversorgung wurden Photovoltaikanlagen auf 1.700 Quadratmetern Dachfläche errichtet. Die dort erzeugte Solarenergie wird den Bewohnern der entsprechenden Gebäude als Mieterstrom angeboten. Das Wärmeversorgungskonzept sieht hohe Wärmedämmstandards und ein hocheffizientes Nahwärmenetz auf Basis von Kraft-Wärme-Kopplung (KWK) vor.
Die Landeshauptstadt und die Stadtwerke sind auch auf dem Gelände des früheren Güterbahnhofs am Neckarpark gemeinsam aktiv. Auf einer Fläche von 22 Hektar entstehen seit 2018 Wohnungen und Gewerbeflächen. Für das Quartier realisieren die Stadtwerke ein innovatives Energiekonzept unter höchsten energetischen Standards. Künftig soll Abwasserwärme über ein energieeffizientes Wärmeverteilnetz den Bedarf von rund 850 Wohneinheiten und Gewerbeflächen decken.

## Elektromobilität

### Stella-Sharing

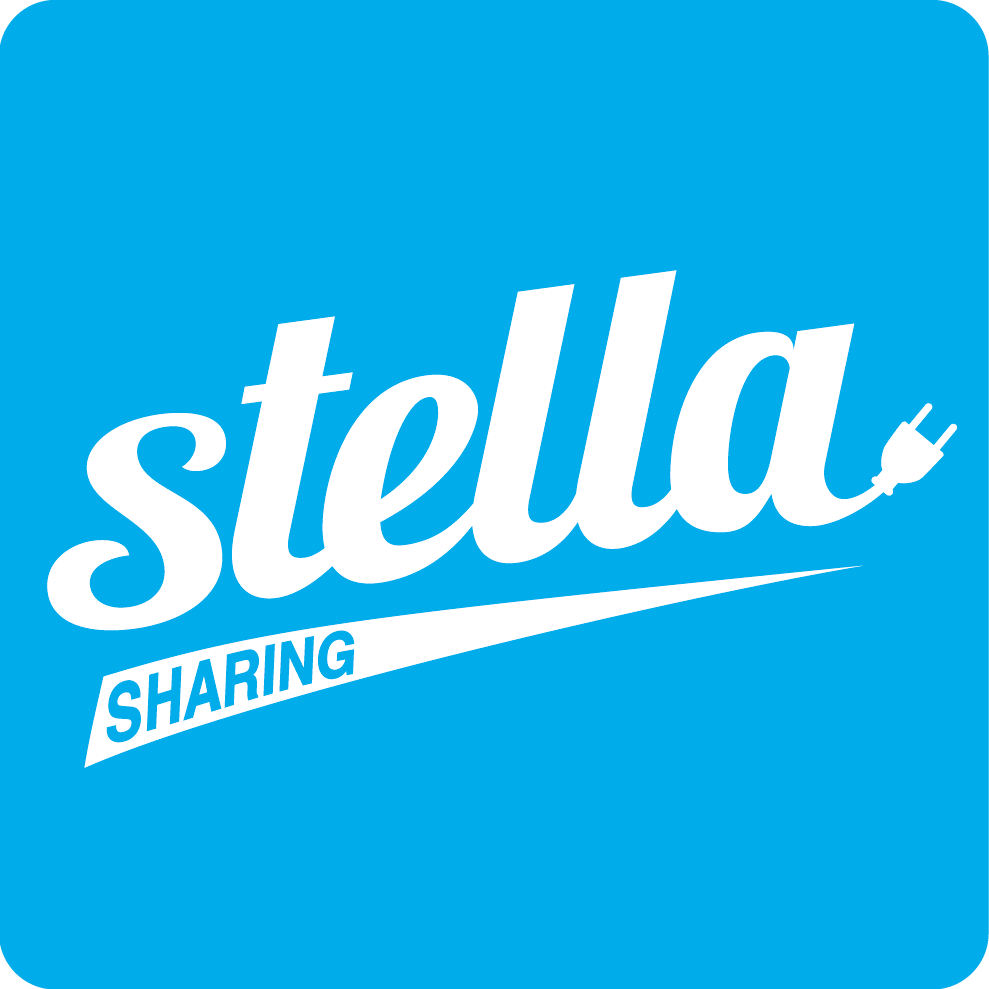
Kampagnenmotiv stella-sharing.

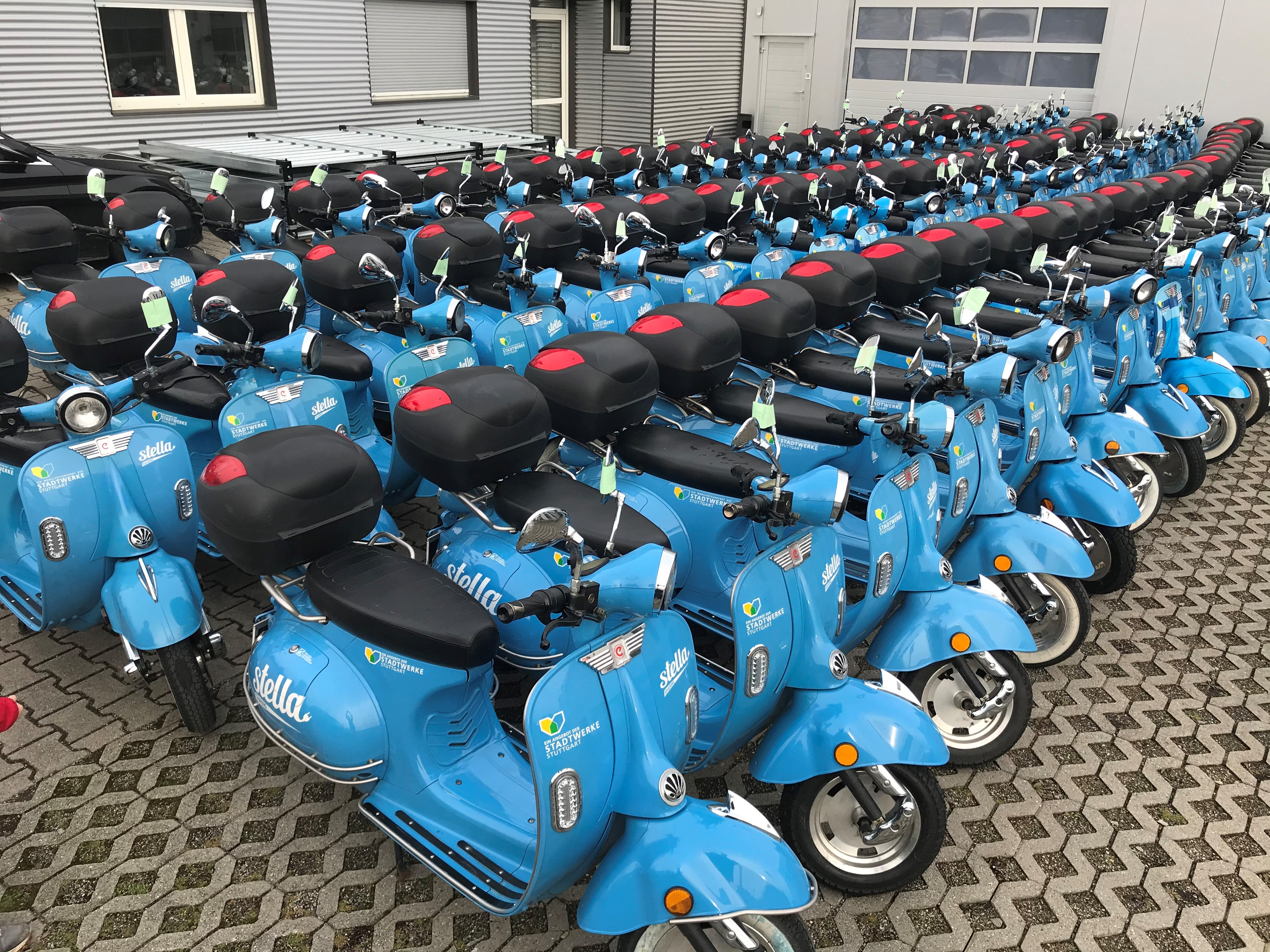
Motorroller-Flotte von Stella

Die Stadtwerke Stuttgart bieten als erster Energieversorger in Deutschland die Vermietung von Elektrorollern an. Die Nutzung von stella-sharing läuft fast vollständig digital.

### Ladeinfrastruktur

#### Öffentliche Ladeinfrastruktur
Die Stadtwerke Stuttgart beteiligen sich an Ausbau und Betrieb öffentlicher Ladeinfrastruktur für Elektromobilität in Stuttgart. 

#### Private E-Mobilitätslösungen
Zudem bieten die Stadtwerke Stuttgart auch die Planung und Realisierung privater E-Mobilitätslösungen für Privathaushalte, Unternehmen und Institutionen an.

#### E-Taxi-Schnellladestationen
Elektrische Taxis können in Stuttgart an drei Schnellladestationen günstig Ökostrom laden. Die Stadtwerke-Tochter EDS hat diese im Auftrag der Landeshauptstadt in der Ostendstraße, in der Stresemannstraße am Pragsattel und am Marienplatz errichtet. Die Taxi-Schnellladestationen sind Teil des „E-Taxi-Aktionsplans“, den der Gemeinderat beschlossen hat. Jede Schnellladesäule verfügt über drei Ladepunkte mit drei unterschiedlichen Steckern.